# Arquitectura etrusca

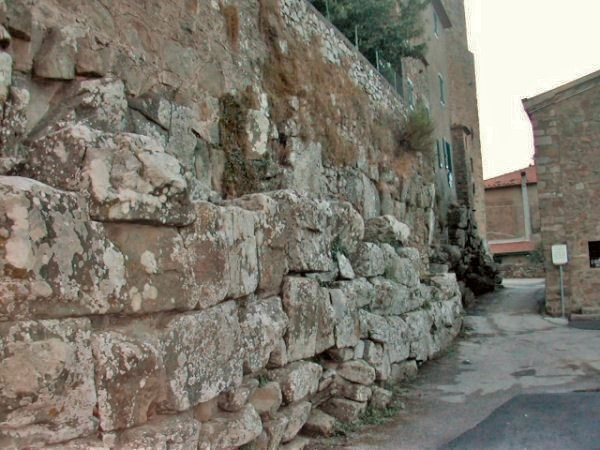
Las murallas ciclópeas de Vetulonia.

Los etruscos, pobladores de la antigua Etruria (centro de Italia, entre los ríos Tíber y Arno) a quienes los griegos llamaban tirrenos y que probablemente descendían de los pelasgos, cultivaron el arte de forma simultánea a los dorios y tal vez, con anterioridad a los mismos pues ya desde unos diez siglos antes de Cristo se hallaba el pueblo organizado. 

## Elementos constructivos
Además de varias construcciones ciclópeas a ellos atribuidas, se sabe que importaron de Oriente y usaron en los edificios el arco de medio punto, la bóveda perfecta. Estos elementos arquitectónicos llegaron a los romanos precisamente a través de los etruscos. 
Los etruscos que bien pudieron establecerse, inicialmente, en el norte de Grecia para, más tarde, huir a Italia con motivo de la invasión de los dorios, o que procediendo de donde procediesen, se establecen en Etruria, aprendieron de los griegos las técnicas y formas básicas de la construcción micénica e imitaron en sus construcciones los tres órdenes. 
La arquitectura etrusca tiene una gran influencia en el mundo romano, especialmente en lo que se refiere a la forma de concebir las ciudades, la disposición y forma de los templos, el uso del arco y la bóveda y la construcción de mausoleos. No utilizan materiales nobles como el mármol, sino piedras de baja calidad en refuerzos, madera, ladrillo y tapial. Sus construcciones emplean el arco y la bóveda con la columna sobre soporte, formando el orden toscano, orden que tiene relación con el dórico y otros órdenes griegos.

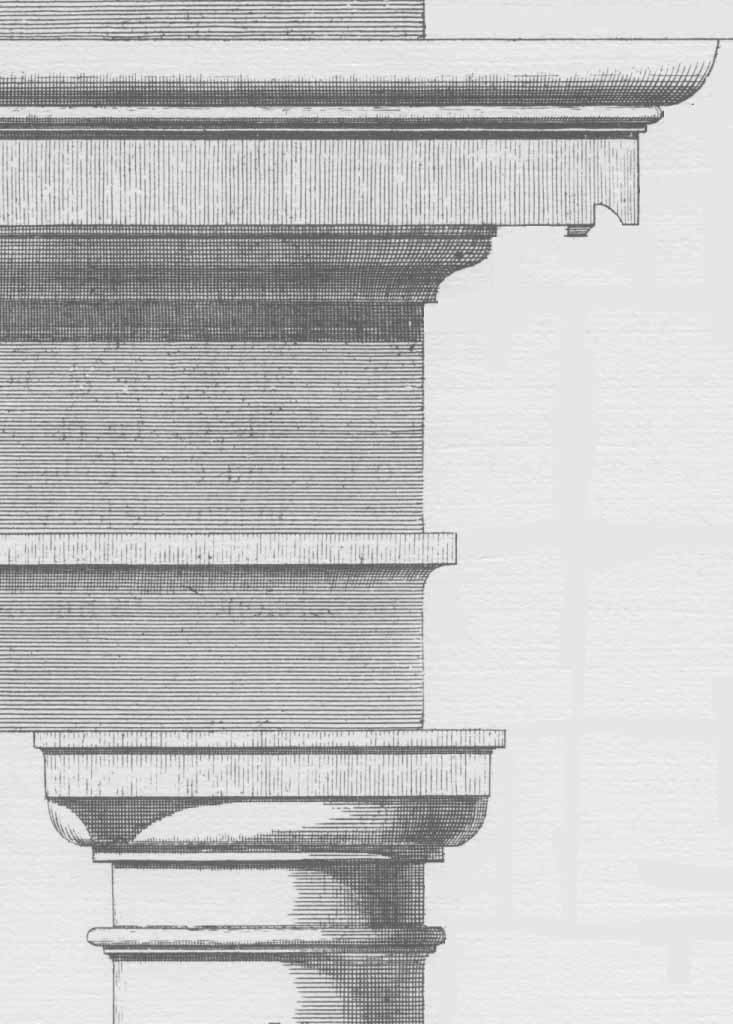
Esquema del orden toscano, según Jacopo Vignola.

Los componentes de dicho orden toscano son:
- Columna lisa y disminuida de catorce módulos, con su basa y capitel.
- Capiteles más sencillos que los dóricos.
- Carece de triglifos, mútulos y dentículos y de todo adorno que no fuera moldura lisa.
- La columna descansa sobre un pedestal que tienen de elevación una tercera parte que aquella.

No se conocen más que escasos restos de este orden y solo se han hallado en el centro de Italia (en Vulci y Alba Fucense) pero se conocen sus proporciones por Los diez libros de Arquitectura escritos por Marco Vitruvio.
No existen edificios etruscos propiamente dichos si no son algunos muros y alguna puerta como la de Perusa y de los restos de tumbas, como las de Castel D’Asso. Pero se han descubierto multitud de galerías subterráneas o criptas funerarias como las de Corneto, Volterra, Cerveteri, etc., que a veces, tienen su cubierta de falsa cúpula y revelan grande reminiscencias egipcias y micénicas. De ellas y de otros lugares de Etruria se han extraído numerosos objetos de cerámica y orfebrería que guardan los museos y en los cuales se advierte poderosa la inspiración griega ya de Asia Menor, ya de Europa. Por los dibujos que se pueden ver en algunas vasijas etruscas, consta que daba entrada a sus templos un pórtico de los llamados in antis, como los primitivos pórticos griegos. En Roma, se conservan todavía como primera construcción de los etruscos la célebre Cloaca Máxima, conducto abovedado que data de la época de Tarquino Prisco (siglo VI a. C.)
En diversos museos arqueológicos se hallan magníficas urnas cinerarias y grandes sarcófagos de piedra o de barro cocido, con notables relieves de labor etrusca y semejantes a los sarcófagos romanos. Se distingue de éstos en que la tapa del sarcófago etrusco suele llevar la imagen del difunto en gran relieve o en estatua verdadera pero siempre en actitud recostada. A veces, no obstante, se presenta la tapa en forma de tejado.

## Urbanismo
La ciudad etrusca era cuadrangular, estaba dividida en cuadrículas y rodeada por una muralla que tenía puertas principales de entrada que se abrían entre dos torreones mediante arco de medio punto y que daban a las dos calles más importantes que se cruzaban. La calle que se extendía de norte a sur se denominaba Cardo y la que cortaba perpendicularmente a ésta por medio se llama Decumano. Posiblemente esta estructura de la ciudad etrusca sea heredera de los planos de campamentos militares.

## Vivienda
Las casas eran muy simples, similares a chozas circulares fabricadas con tapial y cubiertas por ramas. Este modelo de vivienda varió en el siglo VIII a. C., pasando las casas a ser cuadrangulares, morfología que heredó posteriormente Roma. Se hacían de madera y de adobe y más tarde de morrillos de toba. Podían tener hasta dos pisos. Las estructuras de madera de las casas más ricas de la Antigüedad se protegían de la humedad por placas de terracota pintadas de colores vivos. Inicialmente, la aristocracia vivía en casas de tres estancias, a veces precedidas de un pórtico que daba a un patio. Más tarde construyeron grandes residencias (domus) con un patio central, según el estilo griego. Alrededor del patio se construían las habitaciones. El patio tenía un impluvium en el centro y la cubierta era a cuatro vertientes hacia el interior. Otra variedad era el despluvium, con la cubierta con cuatro vertientes hacia el exterior.

## Templos

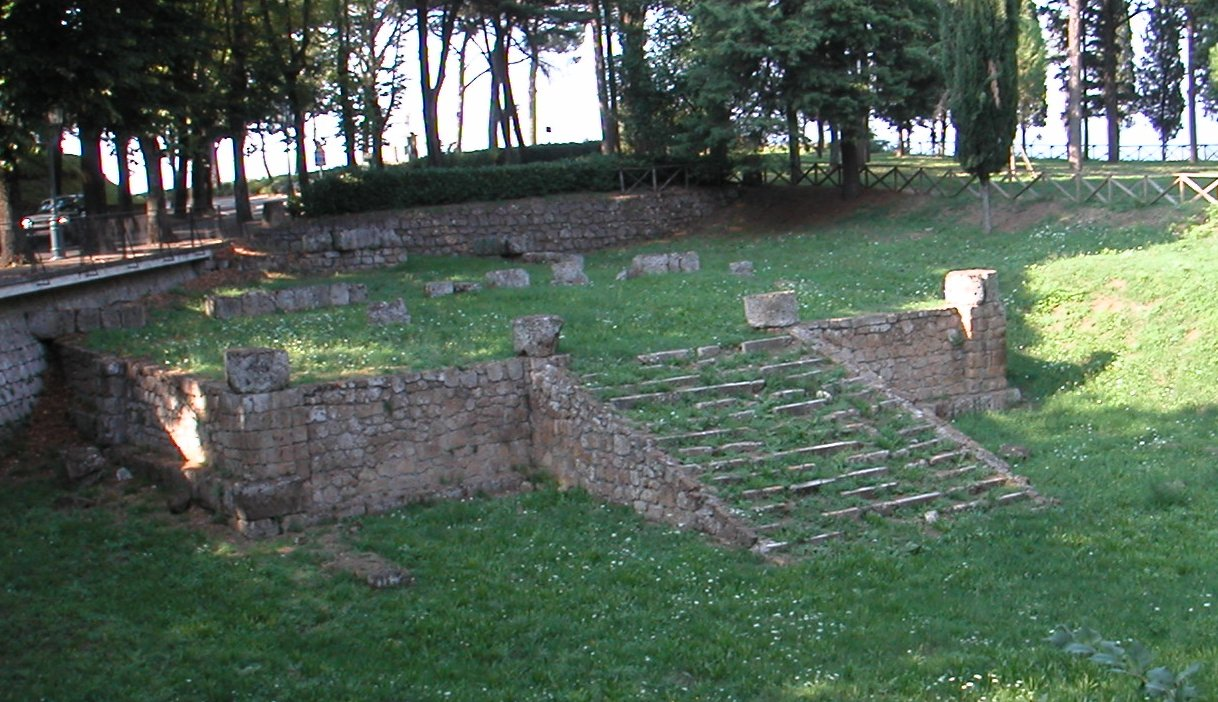
Ruinas de un templo en Volsinies (Orvieto).

Dado que se construían con materiales perecederos han llegado hasta la época moderna solo unos pocos testimonios de la arquitectura religiosa etrusca en general y de los templos en particular. Las informaciones que se tienen de ellos provienen de los textos de Vitruvio, que los clasificaba bajo un nuevo orden, el toscano. Solo a través de documentos de la época romana, pues, puede intentar reconstruirse el modo en que se hacían.
Los templos etruscos estaban situados fuera de las ciudades, en lugares elevados.
Los templos eran grandes edificios, casi cuadrados. Se alzaban sobre un basamento o podio de piedra. Estaban destinados a no verse más que de frente, único lugar por el que se accedía, a través de una escalinata, en lugar de mediante un crepidoma perimetral. 
La superficie del templo se dividía en dos zonas:
- El pórtico in antis con columnas; es la parte antecedente o pronao, con ocho columnas dispuestas en dos filas de cuatro. A veces había columnas en los laterales de la cella pero en ningún caso en su parte trasera.
- La parte posterior, con una cella, que en algunas ocasiones se hace triple, recordando la creencia en una tríada de dioses, dedicándose cada cella a una divinidad en particular.

La estructura era adintelada. La cubierta a doble vertiente, es única para las tres cellas, pese a que la central es más ancha, diferenciándose del griego por la falta de krepis, la ausencia de proporciones, la triple cella y la falta del pórtico trasero. 
Frecuentemente, los templos estuvieron recubiertos de placas de terracota. Tanto la techumbre como el frontón se decoraban con policromía. Un ejemplo de decoración es la cabeza de Gorgona en el templo de Portonaccio en Veyes, actualmente conservado en Villa Giulia (Roma). A veces se colocaba sobre la techumbre grandes estatuas de bulto redondo, también pintadas.

Caballos alados etruscos, realizados en terracota. Decoraban la fachada del templo de Ara della Regina, en Tarquinia. Actualmente se encuentran en el Museo Nazionale Tarquinese.

A diferencia de los templos griegos y egipcios, que fueron cambiando con la evolución de la civilización que los originó, los templos etruscos permanecieron sustancialmente siempre iguales a lo largo de los siglos, quizá a causa del hecho de que en la mentalidad etrusca no eran la morada terrena de la divinidad, sino un lugar en el que reunirse para rezar a los dioses.
Era frecuente llevar ofrendas a los templos, consistentes en general en estatuillas o bien animales para el sacrificio.

## La arquitectura funeraria (necrópolis)
Las tumbas etruscas están bien conservadas, al haber sido construidas en piedra. Generalmente se ubicaban en las afueras de las murallas ciudadanas, pero con orientación paralela al cardo y al decumano. Existe una clasificación de la arquitectura funeraria etrusca distinguiendo de hecho tres tipos de necrópolis o catacumbas: hipogeos, edículos y túmulos que cubren una falsa cúpula o bóveda, que son los más conocidos. Son famosas las de Tarquinia y Cerveteri. 
Para la religión etrusca, el hombre, ser débil e insignificante en vida, en el más allá necesita un ambiente familiar en el que transcurra la vida después de la muerte, junto con sus objetos personales. Esto explica el cuidado con el que se construían las necrópolis, el hecho de que la pintura de este pueblo sea casi exclusivamente funeraria y que en las tumbas se hayan encontrado ricos ajuares, algunos de ellos provenientes de las colonias griegas del sur de Italia. Las paredes de las necrópolis se pintaban con vivos colores que contrastaban con la oscuridad, símbolo de la muerte espiritual. Así, las necrópolis etruscas son una fuente muy significativa, históricamente hablando, que permite conocer muchos aspectos de la vida cotidiana, de las creencias y de los ritos populares que hubiera sido imposible conocer analizando exclusivamente los textos escritos.

### Hipogeos

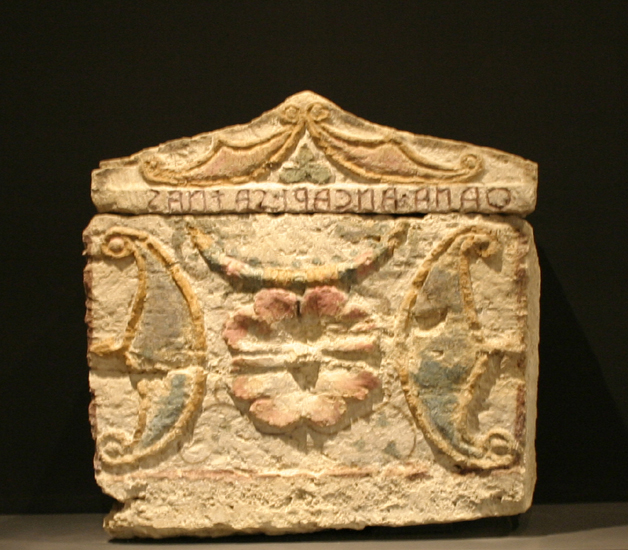
Urna crematoria policromada procedente del hipogeo de los Satna, siglos II-I a. C., actualmente se encuentra en el Museo Archeologico Nazionale dell'Umbria, en Perugia.

Se excavaban enteramente bajo tierra o se construían en cavidades naturales preexistentes, como grutas o cavernas. De ellas, la más famosa es el Hipogeo de los volumnios, descubierta en el año 1840. Este tipo de catacumba estaba formado por un inclinado acceso de escalones, que llevaba directamente al atrio.  Aquí había normalmente seis tumbas (o grupos de tumbas), unidos mediante estrechos corredores (en algunos casos se trataba de auténticos túneles). Se cree que la sepultura en hipogeos se reservaba a personas de cierto rango social, especialmente políticos, militares y sacerdotes.

### Edículos
Se construían enteramente fuera de la tierra, pretendiendo ser templos en miniatura, pero que en la práctica eran muy parecidos a las habitaciones de los primeros asentamientos etruscos. En la simbología etrusca, era muy significativa la forma de templete: representaba el punto intermedio del viaje que el difunto debía realizar de la vida a la muerte, una especie de última etapa de la vida terrena. Entre ellos, hay que recordar el Bronzetto dell'Offerente, la mejor conservada, que se encuentra en Populonia.

### Túmulos
Deben su nombre al hecho de que, una vez ejecutada la sepultura, se cubría con una pila de tierra, con el fin de crear una especie de colina artificial. Cada una de estas tumbas se articula, como los hipogeos, en diversas cámaras sepulcrales de dimensiones proporcionales a la riqueza y notoriedad del difunto o su familia. Generalmente eran de planta circular. Entre ellas hay que recordar la Tumba de los Relieves, en el interior de la necrópolis de la Banditaccia, cerca de Cerveteri.